# Vassiliki Karadassiou
Vassiliki „Vasso“ Karadassiou (griechisch Βασιλική „Βάσω“ Καραντάσιου, * 6. Januar 1973 in Athen) ist eine ehemalige griechische Volleyball- und Beachvolleyballspielerin. Sie wurde dreimal Beachvolleyballeuropameisterin und gewann mehrfach sowohl in der Halle als auch im Sand die Meisterschaften ihres Heimatlandes.

## Karriere

### Karriere Halle
Die in der griechischen Hauptstadt geborene Athletin gehörte zu den Nationalmannschaften der unter Zwanzigjährigen, die 1990 Zehnte und zwei Jahre später Achte bei den europäischen Titelkämpfen wurden. Ein Jahr zuvor war die Außenangreiferin auch schon im Erwachsenensport aktiv und wurde als bestes Resultat mit Enosi Vyrona 1993 Dritte in der Liga. Zwei Spielzeiten später wechselte Karadassiou zu FO Vrilissia und wurde mit dem Verein sowohl 1996 und 1997 griechische Meisterin. Nach einem Jahr Pause gewann sie mit dem Sportclub aus dem Vorort Athens das Double aus Meisterschaft und Pokal. Im Europapokal der Pokalsieger wurde Vrilissia Dritter. In den folgenden Jahren konzentrierte sich Vasso vor allem auf den Sport im Sand, bevor sie 2009 mit SA Peiramatikou noch einmal in der zweiten Liga angriff und dort dabei half, die Vizemeisterschaft zu erringen. Anschließend beendete die Sportlerin ihre Karriere.

### Karriere Beach
Bei den Olympischen Sommerspielen 2000 vertrat Karadassiou ihr Land gemeinsam mit Effrosyni Sfyri. Während das Duo mit nur einem Sieg nach einer Niederlage gegen die Deutschen Friedrichsen/Müsch den 17. Platz belegte, gewannen die Griechinnen ein Jahr später ihre vierte Landesmeisterschaft nach 1995, 1996 und 1998 und die Europameisterschaft in Venedig. 2002 wurden sie Dritte bei den Rhodos Open. Nach dem fünften griechischen Titelgewinn 2003 gelangen der Paarung noch vordere Platzierungen bei den Europameisterschaften im gleichen Jahr und eine Saison später (jeweils Fünfte). Bei den Olympischen Sommerspielen 2004 im eigenen Land überstanden Karadassiou/Sfyri die Vorrunde, scheiterten aber im Achtelfinale an der brasilianischen Paarung Ana Paula/Sandra Pires. Das letzte gemeinsame Turnier bestritten Karadassiou / Sfyri bei den Turkish Open im Jahre 2005. Nach dem fünften Platz beendete Sfyri ihre Karriere.
Mit ihrer neuen Partnerin Vasiliki Arvaniti startete Karadassiou bei den italienischen Open. Die neue Paarung erreichte gleich das Finale. Bei der WM in Berlin belegte das Duo den geteilten neunten Platz wie schon vier Jahre vorher in Klagenfurt und zwei Jahre später in Gstaad. Erfolgreicher waren die beiden beim  Grand Slam in Stavanger sowie bei den Europameisterschaften 2005 in Moskau und 2007 in Valencia, als sie bei allen drei Veranstaltungen ganz oben auf dem Podest standen. Zuvor hatte sie 2006 und 2007 ihre ersten gemeinsamen griechischen Meisterschaften gewonnen.  Bei den Olympischen Sommerspielen 2008 schieden Karadassiou/Arvaniti jedoch sieglos nach der Vorrunde aus. Nach den anschließenden polnischen Open beendete Vassiliki Karadassiou ihre internationale Karriere.